# Aneta Krawczyk
Aneta Krystyna Krawczyk z domu Podsiadło (ur. 6 marca 1975 w Radomsku) – polska polityk, radna wojewódzka, pierwszy świadek w sprawie tzw. seksafery w Samoobronie.

## Życiorys
Ma wykształcenie średnie. Ukończyła liceum ogólnokształcące w Radomsku i Policealne Studium Ekonomiczne w Częstochowie. Pracowała jako sprzedawca w sklepie, a następnie prowadziła działalność gospodarczą.
W 2001 wstąpiła do Samoobrony RP. Od 2002 do 2004 sprawowała funkcję wiceprzewodniczącej władz regionalnych tej partii w województwie łódzkim. W grudniu 2001 została wicedyrektorem, a następnie dyrektorem biura poselskiego posła Stanisława Łyżwińskiego. W jego biurze poselskim pracowała do 2003.
W wyborach samorządowych w 2002 jako numer 1 listy Samoobrony RP, liczbą 14 030 głosów (najlepszy wynik wyborczy w swoim okręgu wyborczym i trzeci w całym województwie) zdobyła mandat radnej Sejmiku Województwa Łódzkiego. Zasiadała też w radzie nadzorczej oczyszczalni ścieków w Tomaszowie Mazowieckim. W wyborach w 2005 bez powodzenia kandydowała do Sejmu z okręgu piotrkowskiego (otrzymała 2419 głosów). 
W wyborach samorządowych w 2006 bez powodzenia ubiegała się o reelekcję w łódzkim sejmiku, uzyskała 1973 głosy i do wyniku lidera listy Samoobrony RP Jacka Popeckiego, który uzyskał mandat, zabrakło jej 133 głosów. 
29 kwietnia 2008 Prokuratura Rejonowa w Tomaszowie Mazowieckim skierowała przeciwko niej do sądu akt oskarżenia, zarzucając jej m.in. oszustwo oraz przywłaszczenie partyjnych pieniędzy. Na ławie oskarżonych zasiadła ze Stanisławem Łyżwińskim i Waldemarem Borczykiem. Proces w tej sprawie rozpoczął się w marcu 2009. W czerwcu 2011 Sąd Rejonowy w Tomaszowie Mazowieckim skazał ją w tej sprawie na karę 6 miesięcy pozbawienia wolności z warunkowym zawieszeniem jej wykonania na okres próby 2 lat.
W 2009 nie przyjęła mandatu radnej sejmiku łódzkiego, który przypadł jej po skazaniu Jacka Popeckiego prawomocnym wyrokiem sądowym.

## Seksafera w Samoobronie
W grudniu 2006 Aneta Krawczyk oskarżyła posła Stanisława Łyżwińskiego o żądanie usług seksualnych w zamian za otrzymanie pracy w jego biurze, a następnie o uzależnianie wypłacenia pensji od odbycia stosunku seksualnego. Skierowała również wobec niego pozew do sądu o zasądzenie alimentów, ponieważ miał on być ojcem jej najmłodszego dziecka. Pozew został wycofany przez Anetę Krawczyk, gdy badania DNA zlecone przez prokuraturę wykazały jednak, że Stanisław Łyżwiński nie jest ojcem jej córki. Aneta Krawczyk utrzymywała także, jakoby w 2001 doszło do zbliżenia między nią a przewodniczącym Samoobrony RP Andrzejem Lepperem, a jej pełnomocniczka prawna domagała się przeprowadzenia również jego badań DNA. 8 lutego 2007 po przebadaniu Andrzeja Leppera wykluczono także, by on był ojcem córki Anety Krawczyk.
W 2008 otrzymała status pokrzywdzonej w procesie Andrzeja Leppera i Stanisława Łyżwińskiego toczącym się przed Sądem Okręgowym w Piotrkowie Trybunalskim. Nieprawomocny wyrok tego sądu z lutego 2010 roku, skazujący obu polityków na kary pozbawienia wolności m.in. za wykorzystywanie seksualne Anety Krawczyk, został w tym zakresie uchylony przez Sąd Apelacyjny w Łodzi w marcu 2011. Ostatecznie nie doszło do prawomocnego osądzenia Andrzeja Leppera w tej sprawie z uwagi na jego śmierć, a postępowanie wobec Stanisława Łyżwińskiego bezterminowo odroczono z powodu stanu zdrowia uniemożliwiającego udział w procesie.